# Quitupan
Quitupan es una localidad del estado mexicano de Jalisco. Es cabecera del municipio de Quitupan.

## Demografía
| Gráfica de evolución demográfica |
|                                  |

| Censo | Población |
| ----- | --------- |
| 1900  | 892       |
| 1910  | 858       |
| 1921  | 1 181     |
| 1930  | 995       |
| 1940  | 1 248     |
| 1950  | 1 552     |
| 1960  | 2 157     |
| 1970  | 1 666     |
| 1980  | 2 447     |
| 1990  | 2 203     |
| 2000  | 1 887     |
| 2010  | 1 551     |
| 2020  | 1 466     |